# Phyllotreta tetrastigma
Phyllotreta tetrastigma là một loài bọ cánh cứng trong họ Chrysomelidae. Loài này được Comolli miêu tả khoa học năm 1837.